# Сортировочный парк

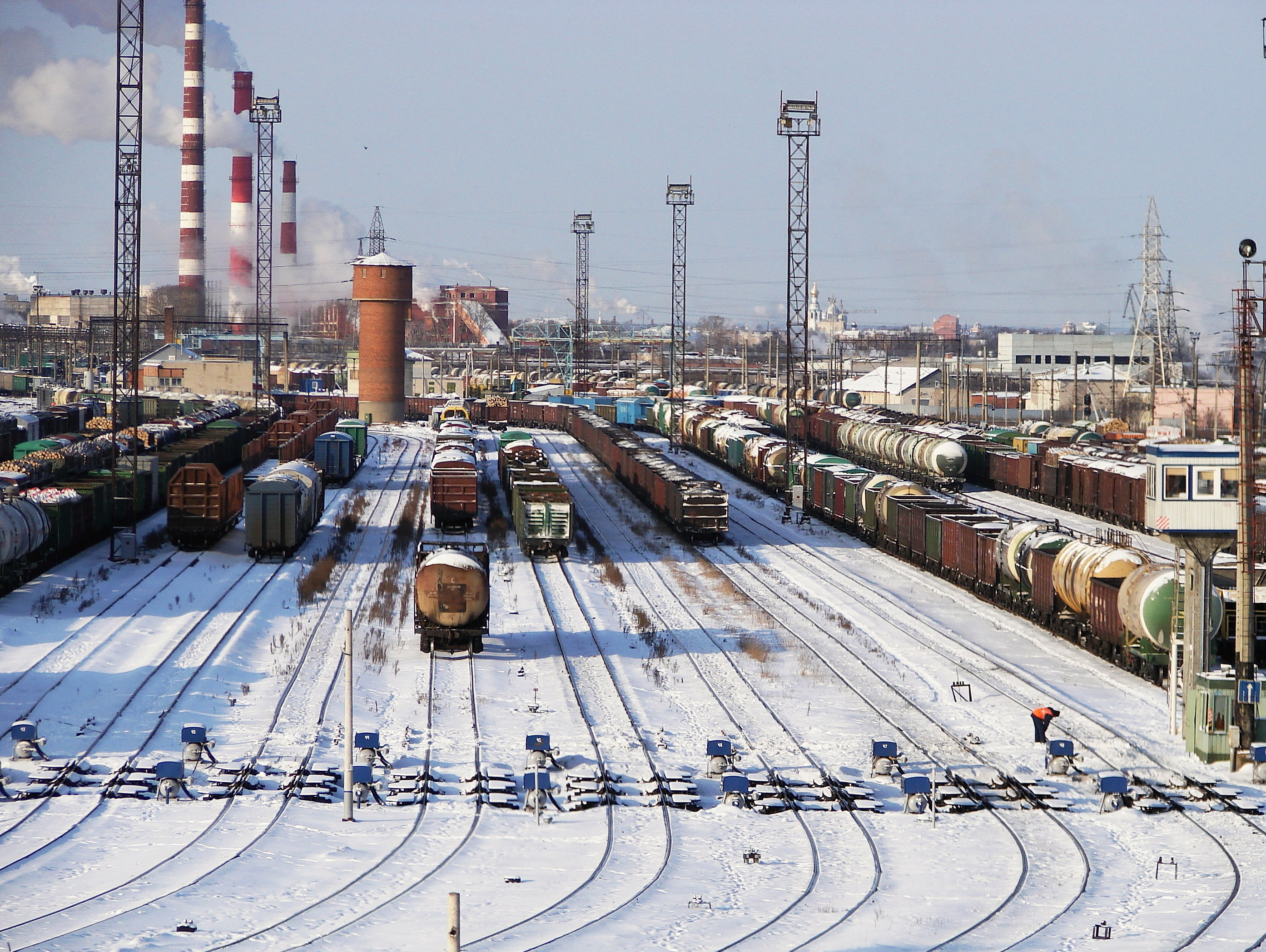
Сортировочный парк с парковыми тормозными позициями и парковым постом

Сортировочный парк — парк путей (сортировочных), предназначенный для накопления перерабатываемых вагонов согласно назначениям плана формирования и имеющий необходимое техническое оснащение. Часть сортировочного комплекта сортировочной станции, идущая после сортировочной горки и перед парком отправления.

## Устройство
Вагон или отцеп, скатываясь с сортировочной горки, попадает в распределительную зону, где расположены стрелочные переводы, направляющие (распределяющие) вагоны на соответствующие их назначениям пути сортировочного парка. Пути парка идут на несколько сотен метров параллельно друг другу, затем снова сходятся и соединяются двумя-тремя вытяжными путями с парком отправления. Чтобы освобождать место на сортировочных путях для новых и новых вагонов, маневровый локомотив заезжает на пути сортировочного парка со стороны, противоположной горке и, сдвигая вагоны, сцепляет их, а затем подтягивает образовавшийся состав к концу путей подальше от горки. Вагоны, сформированные в поезда, проверяются и выставляются маневровым локомотивом в парк отправления, откуда и отбывают с локомотивом в нужном направлении.

### Парк
Сортировочный парк — это основная часть сортировочной станции. Общее число и длина сортировочных путей определяются технологией формирования составов и объёмом работы в соответствии с ведомственными нормативными документами, регламентирующими типовые решения сортировочных устройств и размещение их на станциях для формирования составов поездов и подач вагонов на грузовые пункты. Число путей может достигать 50—70. Все они специализированы, то есть каждый из них предназначен для вагонов какого-нибудь одного назначения. Специализация путей сортировочного парка должна обеспечивать равномерное распределение работы между маневровыми локомотивами, равномерную загрузку вытяжных путей, безопасность производства манёвров, должна быть увязана со специализацией путей парка отправления и с назначениями плана формирования (включая назначения порожних вагонов). На каждое назначение плана формирования выделяется, как правило, отдельный сортировочный путь. Для назначений с суточным вагонопотоком более 200 вагонов выделяются два пути. Кроме того, выделяются пути для тех вагонов, которые прибыли в адрес самой станции, для неисправных вагонов, для вагонов, следующих на подъездные пути. Полезная длина сортировочных путей в сортировочных парках устанавливается в зависимости от длины приемо-отправочных путей, особенностей технологического процесса работы станции, суточного количества перерабатываемых вагонов. Полезная длина сортировочного пути должна соответствовать длине состава формируемого поезда, увеличенной не менее, чем на 10 %, или длине максимальной групповой подачи, увеличенной на 10 %.

### Пути парка

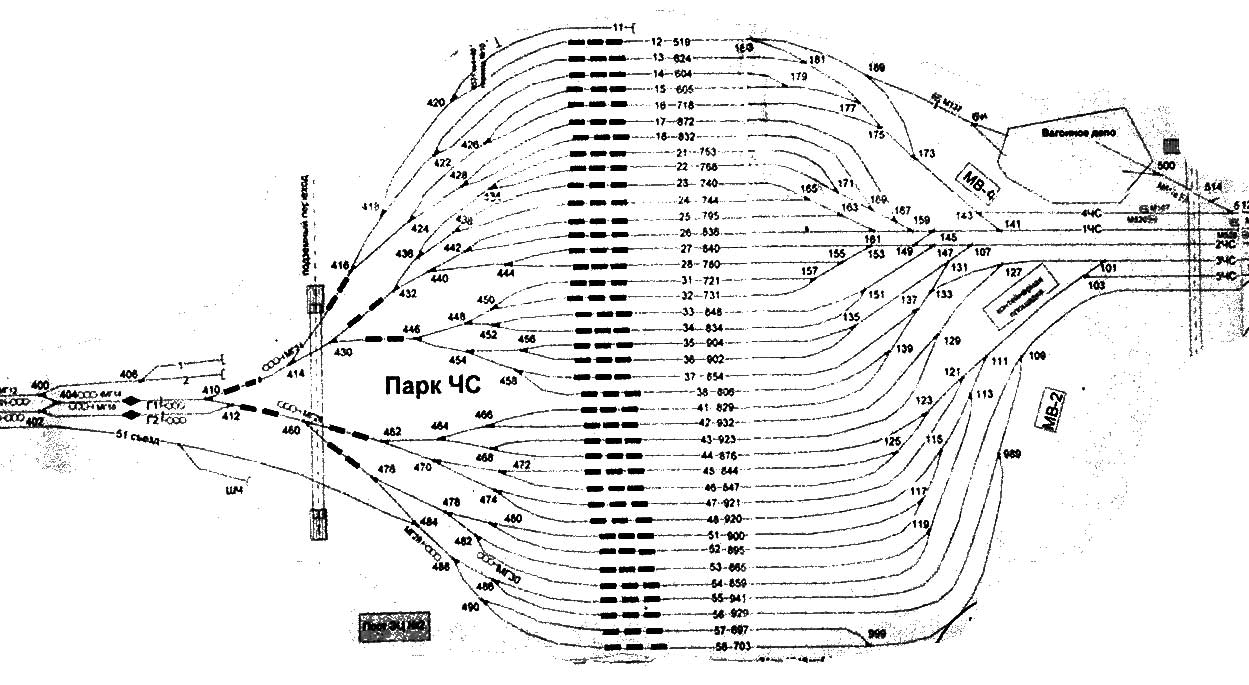
Схема сортировочного парка

В сортировочных парках, где вагоны передвигаются под влиянием весьма небольших сил и сортировочные пути большую часть времени заняты вагонами, верхнее строение пути должно быть достаточно устойчивым, чтобы не требовались частые обслуживание и ремонт.
Верхнее строение пути сортировочных парков всех горок должно иметь:
- Рельсы Р65 (старогодные);
- Шпалы деревянные (железобетонные — старогодные), укладываемые по эпюре 1840 штук на 1 километр;
- Балластный слой толщиной под деревянной шпалой: щебеночный — 25 сантиметров, на балластной подушке толщиной 20 сантиметров из песка или гравийный (гравийно-песчаный) толщиной 30 сантиметров;
- То же под железобетонной шпалой соответственно 30 и 20 или 30 сантиметров.
- На пути в пределах закрестовинных кривых и парковых тормозных позиций следует применять щебеночный балласт на балластной подушке из песка.
- На участках торможения вагонов тормозными башмаками допускается применение новых рельсов. В горловинах сортировочных горок с ручным торможением вагонов в подгорочном парке путь от предельных столбиков последних разделительных стрелочных переводов до башмакосбрасывателей должен укладываться на деревянных шпалах.
- На путях подгорочных парков всех горок может применяться старогодная рельсо-шпальная решетка с железобетонными шпалами.

Стыки рельсов в звеньевом пути должны быть на шести болтах.
Рельсы на надвижной части горок и в пределах 350—400 метров за парковой тормозной позицией должны быть по возможности сварены в плети длиной не менее 150 метров, в том числе со стрелочными переводами. Сварные рельсовые плети в сортировочных парках укладываются на железобетонные или деревянные шпалы. В местах примыкания рельсовых плетей к башмакосбрасывателям жесткого типа и вагонным замедлителям рекомендуется укладка уравнительных рельсов длиной 12,5 метров. При примыкании к башмакосбрасывателям пути с железобетонными шпалами концы рельсовых плетей на расстоянии 6,0-6,5 метров укладывают на деревянные шпалы.
Для вновь проектируемых сортировочных устройств должно соблюдаться требование однотипности пути и стрелочных переводов по рельсам на горке и в подгорочном парке.
В зависимости от объёмов работы станции, когда устройство отдельно парка путей не требуется, под сортировочные пути используются пути парка отправления. Такой парк называется сортировочно-отправочным.

## Техническое оснащение[2]
- Вагоноосаживатель — стационарное устройство с подвижным рабочим органом для продвижения вагонов по пути сортировочного парка в направлении скатывания отцепов.
- Заграждающее устройство — стационарное устройство, в заграждающем положении, препятствующее выходу вагонов за пределы сортировочного пути.[3]
- Тормозная позиция парковая — участок пути в головной части сортировочного парка с установленными на нем тормозными средствами (замедлителями) для сброса скорости движущихся вагонов.
- Парковые посты — сооружаются при наличии парковой тормозной позиции, посты для непосредственного визуального наблюдения операторами горок за движением отцепов в ходе роспуска, работой исполнительных устройств, маневровыми передвижениями и управлением устройствами на парковых путях.
- Устройство контроля заполнения путей — предназначено для контроля свободности пути, наличия окон и определения скоростей соударения отцепов в сортировочном парке.

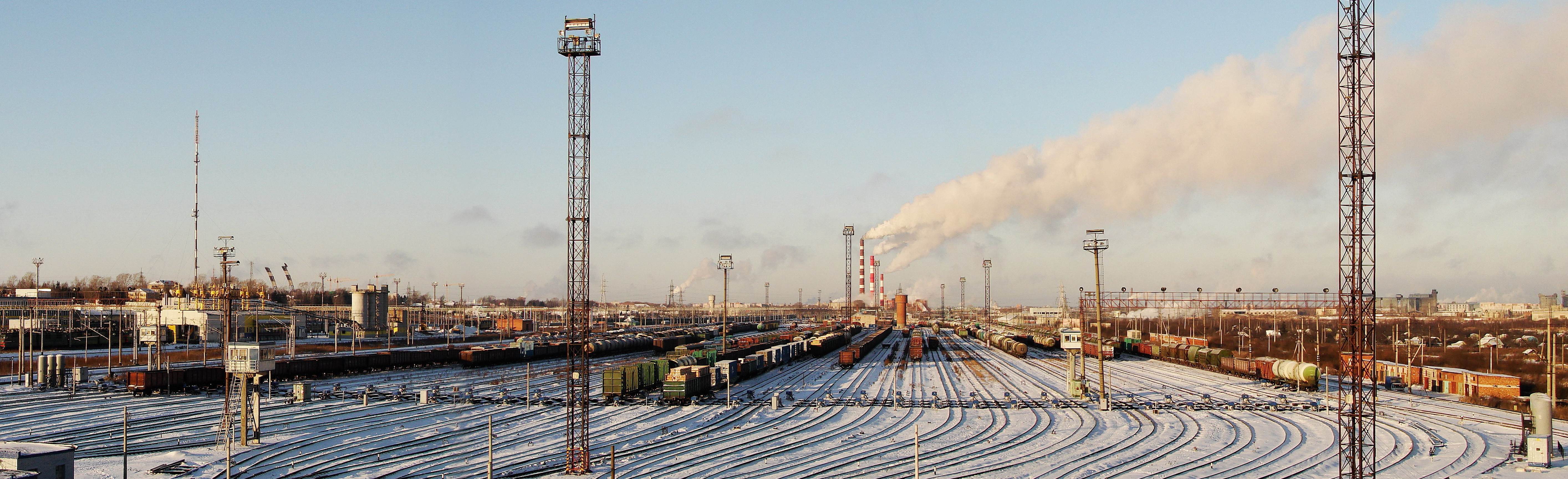
Панорама сортировочного парка станции Лоста